# سجاد هاشمي
سجاد هاشمي (بالفارسية: سجاد هاشمی آهنگری) من مواليد 21 أغسطس 1991 ولد في مدينة تبريز وهو عداء سباقات وهو حامل الرقم القياسي الإيراني السابق في سباق 400 م و 4 × 400 م.